# Franz-Joseph-Straße 20

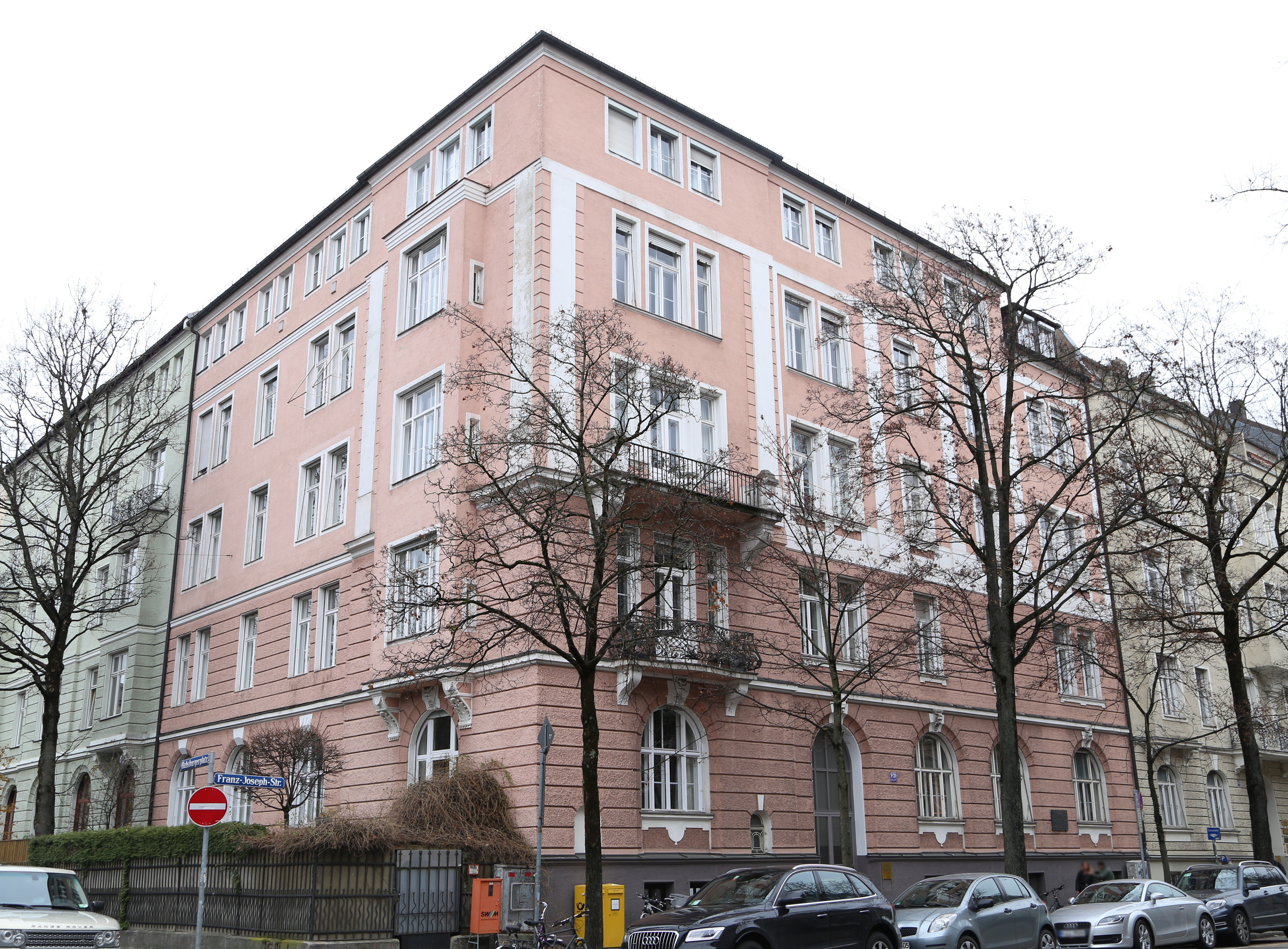
Franz-Joseph-Straße 20

Das Gebäude Franz-Joseph-Straße 20 ist ein Mietshaus in der Franz-Joseph-Straße in München im Stadtteil Schwabing. Es wurde in den 1890er Jahren im Stil des Neubarock erbaut und ist als Baudenkmal in die Bayerische Denkmalliste eingetragen.

## Lage
Das fünfgeschossige Gebäude liegt in Ecklage zum Habsburgerplatz und bildet mit den Gebäuden Habsburgerplatz 2 und Habsburgerplatz 4 eine Gruppe. 

## Besonderheiten

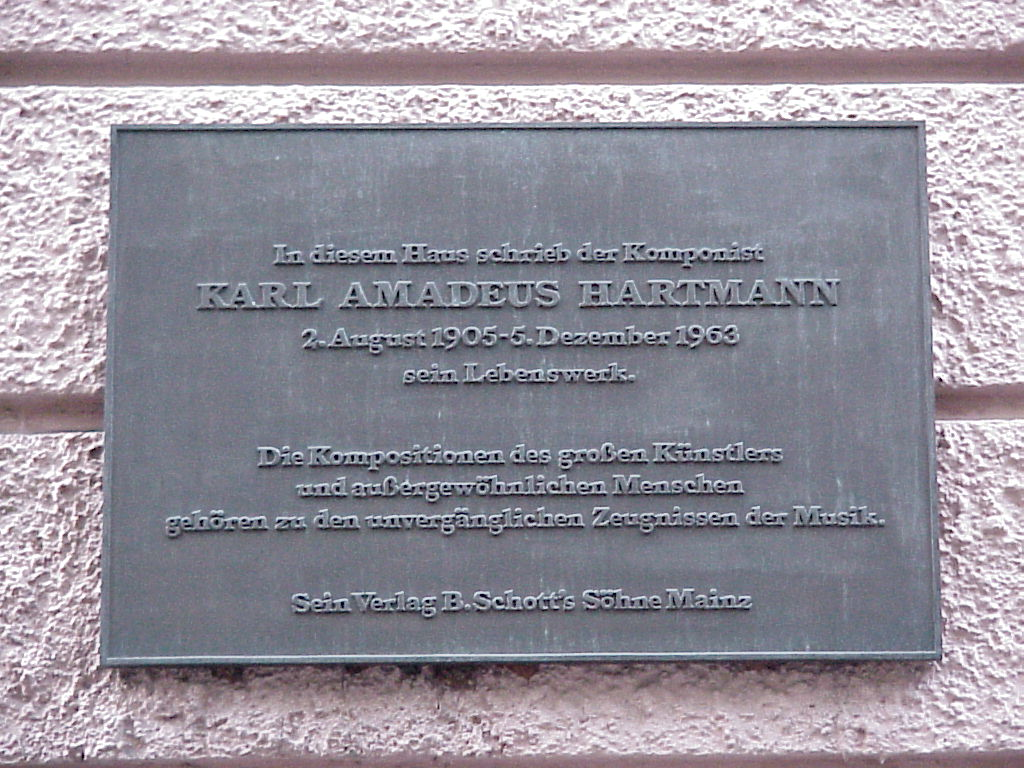
Gedenktafel für Karl Amadeus Hartmann

Das Gebäude war das Wohnhaus des Komponisten Karl Amadeus Hartmann (1905–1963). An ihn erinnert eine Gedenktafel. 